# Mạc phủ Ashikaga
Mạc phủ Ashikaga (足利幕府 (Túc Lợi Mạc phủ) Ashikaga bakufu,  1336—1573) hay còn gọi là Mạc phủ Muromachi (室町幕府 (Thất Đinh Mạc phủ) Muromachi bakufu), là một thể chế độc tài quân sự phong kiến do các Shogun của gia đình Ashikaga đứng đầu.
Thời kỳ này còn được gọi là thời kỳ Muromachi, danh xưng này rút từ tên con phố Muromachi ở Kyoto nơi Shogun thứ 3 Yoshimitsu xây dựng dinh thự. Dinh thự này có biệt hiệu là "Hana no Gosho" (花の御所 (Hoa - ngự sở)) hay "Hoa Cung" (花宮, xây dựng năm 1379) vì có rất nhiều hoa ở xung quanh.

## Khởi nghiệp

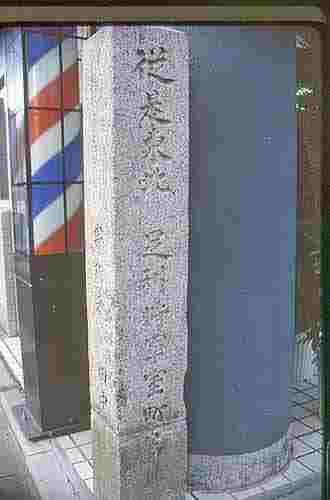
Cột mốc đánh dấu vị trí Mạc phủ Muromachi, Kyoto

Trong suốt thời kỳ Kamakura trước đó (1185-1333), gia tộc Hōjō nắm mọi quyền bính ở Nhật Bản. Sự chuyên quyền này, cùng với việc thiếu phong đất sau khi đánh bại cuộc xâm lăng Nhật Bản của quân Mông Cổ, dẫn đến những oán giận âm ỉ trong lòng các chư hầu của nhà Hōjō. Cuối cùng, năm 1333, Thiên Hoàng Go-Daigo ra lệnh cho các chư hầu thống lĩnh bốn phương chống lại nhà Hōjō, vì sự phục hưng của Hoàng đế, trong cuộc Tân chính Kemmu.
Để chống lại cuộc khởi nghĩa này, Mạc phủ Kamakura ra lệnh cho Ashikaga Takauji đi dẹp loạn. Vì những lý do còn chưa rõ ràng, có lẽ Ashikaga là người đứng đầu thực tế của gia tộc Minamoto đã không còn quyền lực, trong khi gia tộc Hōjō xuất phát từ gia tộc Taira mà nhà Minamoto đã đánh bại trước đó, Ashikaga quay lưng lại với Mạc phủ Kamakura, và chiến đấu thay mặt cho triều đình.
Sau khi lật đổ được Mạc phủ Kamakura năm 1336, Ashikaga Takauji bắt đầu Mạc phủ của chính mình ở Kyoto.

## Bắc Nam triều
Sau khi Ashikaga Takauji tự đặt cho mình làm Seii Taishogun, một cuộc bàn cãi nổ ra về việc Thiên Hoàng Go-Daigo có điều hành được quốc gia hay không. Cuộc tranh cãi này dẫn đến việc Takauji đặt Thiên Hoàng Kōmyō lên ngôi. Go-Daigo tháo chạy, và đất nước bị chia thành Bắc Triều (thuộc phe của Kōmyō và Ashikaga), và Nam Triều (về phe Go-Daigo). Thời kỳ Nam Bắc Triều (Nanboku-chō) tiếp diễn trong 56 năm, cho đến năm 1392, khi Nam Triều đầu hàng triều đình của Ashikaga Yoshimitsu.

## Cơ cấu chính quyền
Một phần vì Ashikaga Takauji thành lập Mạc phủ của mình bằng cách ủng hộ Thiên Hoàng chống lại Mạc phủ Kamakura trước đó, nhà Ashikaga chia sẻ nhiều quyền lực với Hoàng gia hơn Mạc phủ Kamakura. Do đó, Mạc phủ này cũng yếu hơn so với Mạc phủ Kamakura hay Mạc phủ Tokugawa. Hệ thống kiểm soát tập trung các chư hầu được sử dụng dưới thời Kamakura được thay thế bằng một hệ thống daimyo (lãnh chúa địa phương) phân tán hơn, quyền lực quân sự của nhà Ashikaga dựa chủ yếu vào sự trung thành của các daimyo.

## Mạc phủ sụp đổ
Vì các daimyo ngày càng hận thù lẫn nhau vì quyền lực trong cuộc chiến tranh Ōnin, lòng trung thành ngày càng mai một, cho đến khi nổ ra chiến tranh vào cuối thời kỳ Muromachi, hay còn gọi là thời kỳ Sengoku.
Khi Shogun Ashikaga có ảnh hưởng cuối cùng Yoshiteru bị ám sát năm 1565, một daimyo giàu tham vọng, Oda Nobunaga, nắm lấy cơ hội và lập anh trai của Yoshiteru là Ashikaga Yoshiaki làm Shogun Ashikaga thứ 15. Tuy nhiên, Yoshiaki chỉ là một Shogun bù nhìn.
Mạc phủ Ashikaga cuối cùng cũng chấm dứt năm 1573 khi Nobunaga đưa Ashikaga Yoshiaki ra khỏi Kyoto. Ban đầu, Yoshiaki chạy đến Shikoku. Sau đó, Yoshiaki tìm kiếm và nhận được sự bảo trợ của gia tộc Mori ở phía Tây Nhật Bản. Sau đó, Toyotomi Hideyoshi yêu cầu Yoshiaki nhận ông làm con nuôi và Shogun Ashikaga thứ 16 nhưng ông từ chối.
Gia đình Ashikaga đã sống sót được sau thế kỷ 16, và một nhánh của nó trở thành một gia đình daimyo ở lãnh địa Kitsuregawa.

## Danh sách Shogun Ashikaga
1. Ashikaga Takauji (1305–1358) (r. 1338–1358)
2. Ashikaga Yoshiakira (1330–1368) (r. 1359–1368)
3. Ashikaga Yoshimitsu (1358–1408) (r. 1368–1394)
4. Ashikaga Yoshimochi (1386–1428) (r. 1395–1423)
5. Ashikaga Yoshikazu (1407–1425) (r. 1423–1425)
6. Ashikaga Yoshinori (1394–1441) (r. 1429–1441)
7. Ashikaga Yoshikatsu (1434–1443) (r. 1442–1443)
8. Ashikaga Yoshimasa (1436–1490) (r. 1449–1473)
9. Ashikaga Yoshihisa (1465–1489) (r. 1474–1489)
10. Ashikaga Yoshitane (1466–1523) (r. 1490–1493, 1508–1521)
11. Ashikaga Yoshizumi (1480–1511) (r. 1495–1508)
12. Ashikaga Yoshiharu (1510–1550) (r. 1522–1547)
13. Ashikaga Yoshiteru (1536–1565) (r. 1547–1565)
14. Ashikaga Yoshihide (1540–1568) (r. 1568)
15. Ashikaga Yoshiaki (1537–1597) (r. 1568–1573)